# Clivina oregona
Clivina oregona är en skalbaggsart som beskrevs av Henry Clinton Fall. Clivina oregona ingår i släktet Clivina och familjen jordlöpare. Inga underarter finns listade i Catalogue of Life.